# 伊藤鐘平
伊藤 鐘平（いとう しょうへい、1997年5月1日 - ）は、ジャパンラグビーリーグワン東芝ブレイブルーパス東京に所属するラグビー選手。

## プロフィール
- 兵庫県神戸市出身[1]。
- ポジションはロック(LO)。
- 身長: 190 cm、体重: 105 kg
- 兄の鐘史は元ラグビー選手[2]。
- U20日本代表に選ばれたことがある[3]。

## 略歴
小学2年生からラグビーを始める。
2016年、札幌山の手高校卒業後、京都産業大学に入学。なお札幌山の手高校時代、高校日本代表候補に選ばれたことがある。
2019年、京都産業大学ラグビー部の主将に就任した。
2020年京都産業大学卒業後、東芝ブレイブルーパス (現・東芝ブレイブルーパス東京)に加入。
2021年3月6日にジャパンラグビートップリーグ第3節三菱重工相模原ダイナボアーズ戦に先発出場で公式戦初出場を果たす。